# 米尔德里德·德雷斯尔豪斯
米尔德里德·崔瑟豪斯（1930年11月1日—2017年2月20日），又翻译为“德雷斯尔豪斯”、“崔瑟豪斯夫人”，美国物理学家、半导体材料学家、纳米科学家、麻省理工学院电子工程与计算机科学系首席教授兼任物理系首席教授 (Institute Professor)，曾任美国物理学会会长、美国科学促进会主席、克林顿政府时期美国能源部科学与技术顾问，科学界尊称其为「碳科學的女王」（queen of carbon science）。崔瑟豪斯夫人曾獲得眾多獎項，包括總統自由獎章、國家科學獎章、恩里科·費米獎、科维理奖、萬尼瓦爾·布希獎等，为美国国家科学院、美国国家工程院、美国艺术与科学院院士，美国物理学会、美国化学学会、美国材料研究学会、美国电机电子工程师学会会士 。

## 早期生活
崔瑟豪斯夫人於1930年11月11日出生於美國紐約布魯克林，她的父母艾索尔（Ethel Teichtheil）和梅亞·斯派沃克（Meyer Spiewak）是波蘭裔猶太移民。崔瑟豪斯夫人後來在布朗克斯長大，並在亨特學院高中部獲得高中學位。她於1951年於紐約亨特學院獲得學士學位，並獲得未來諾貝爾獎得獎者羅莎琳·薩斯曼·雅洛的建議，繼續接受物理學進階教育。崔瑟豪斯夫人在哈佛大學，並依靠傅爾布萊特獎學金於劍橋大學進行學士後教育，之後在拉德克利夫學院獲得碩士學位。1958年，崔瑟豪斯夫人於芝加哥大學獲得博士學位，师从美国现代核物理和半导体物理的奠基人恩里科·費米。之後，崔瑟豪斯夫人以博士後研究者的身份在康乃爾大學工作2年，之後轉到麻省理工学院的林肯實驗室工作。

## 事業

MIT Official Cover Page on : Shuang Tang and Mildred Dresselhaus's work could lead to new semiconductor chips and thermoelectric devices.

崔瑟豪斯夫人在麻省理工學院工作57年。1967年，崔瑟豪斯成為麻省理工學院電子工程系艾比·洛克斐勒·默思客座教授，並在1968年成為終身教授，1983年時成為物理學教授。1985年，崔瑟豪斯成為麻省理工學院第一位女首席教授 (Institute Professor)。
崔瑟豪斯於1990年獲得國家科學獎章，以表彰她在材料電子特性方面的研究貢獻，以及擴大婦女在科學及工程領域的研究機會。2005年，崔瑟豪斯獲得第11屆亨氏科技、經濟、就業獎。2008年，崔瑟豪斯獲得奧斯特獎章，並於2015年獲得IEEE榮譽獎章。
2000年至2001年間，崔瑟豪斯擔任美國能源部科學辦公室主任。 從2003年到2008年間，崔瑟豪斯擔任美國物理聯合會理事會主席。她還曾擔任美國物理學會會長，美國科學促進會第一位女主席，以及美國國家科學院財務主管。崔瑟豪斯後來還投入大量時間支持更多婦女參與物理學研究工作。1971年，崔瑟豪斯和一位同事在麻省理工學院舉辦第一屆婦女論壇，探討婦女在科學研究及工程中所扮演的角色。
2012年，崔瑟豪斯夫人與伯頓·里克特共同獲得恩里科·費米獎。2012年5月31日，崔瑟豪斯因其對奈米結構中的聲子，以及電子－聲子相互作用、熱傳輸研究的開創性貢獻而獲得科維理奈米科學獎。2014年，崔瑟豪斯獲得總統自由勳章。，並在同年因作為擁有多項專利的重要創發者，崔瑟豪斯入選為美國發明家名人堂會員。崔瑟豪斯夫人曾教導過不少著名科學家，她的前學生包括著名的材料科學家鍾端玲，詹姆斯·斯博克，與唐爽，著名的物理學家葉乃裳與格雷格·提姆普，以及著名科技創業者瑪西·布蘭克和林佑明等。
鑒於崔瑟豪斯夫人的貢獻，有幾種物理理論以她命名；例如希克斯－崔瑟豪斯模型（Hicks-Dresselhaus Model），此理論由林登·希克斯（Lyndon D. Hicks）與崔瑟豪斯夫人共同提出，該理論是第一個低維熱電效應基本模型，它開啟整個波段研究。崔瑟豪斯夫人與斉藤理一郎（Riichiro Saito）、藤田光孝、金·崔瑟豪斯共同提出SFDD模型，該模型首先預測碳奈米管能帶結構。崔瑟豪斯晚年還與關門弟子唐爽共同提出了唐-崔瑟豪斯理論 (Tang-Dresselhaus Model)，首創了在鉍銻合金薄膜中系統性構建各向異性狄拉克錐的方法。另一個拉什巴-崔瑟豪斯效應（Rashba-Dresselhaus Effect）是由崔瑟豪斯夫人的丈夫金·崔瑟豪斯所提出的模型，該模型敘述自旋-軌道相互作用效應。
2017年，崔瑟豪斯夫人與通用電氣合作出一部電視廣告，該廣告以《如果女科學家是名人怎麼辦？》為題，試圖吸引增加女性STEM人數。

## 科學知識貢獻
崔瑟豪斯夫人的研究主要应用于新型芯片、新能源和量子物理，在石墨烯、碳纳米管、富勒烯，以及铋锑薄膜、铋锑量子线等方面建树颇丰，是碳纳米管，纳米热电效应，和碳材料拉曼光谱等领域的奠基人。

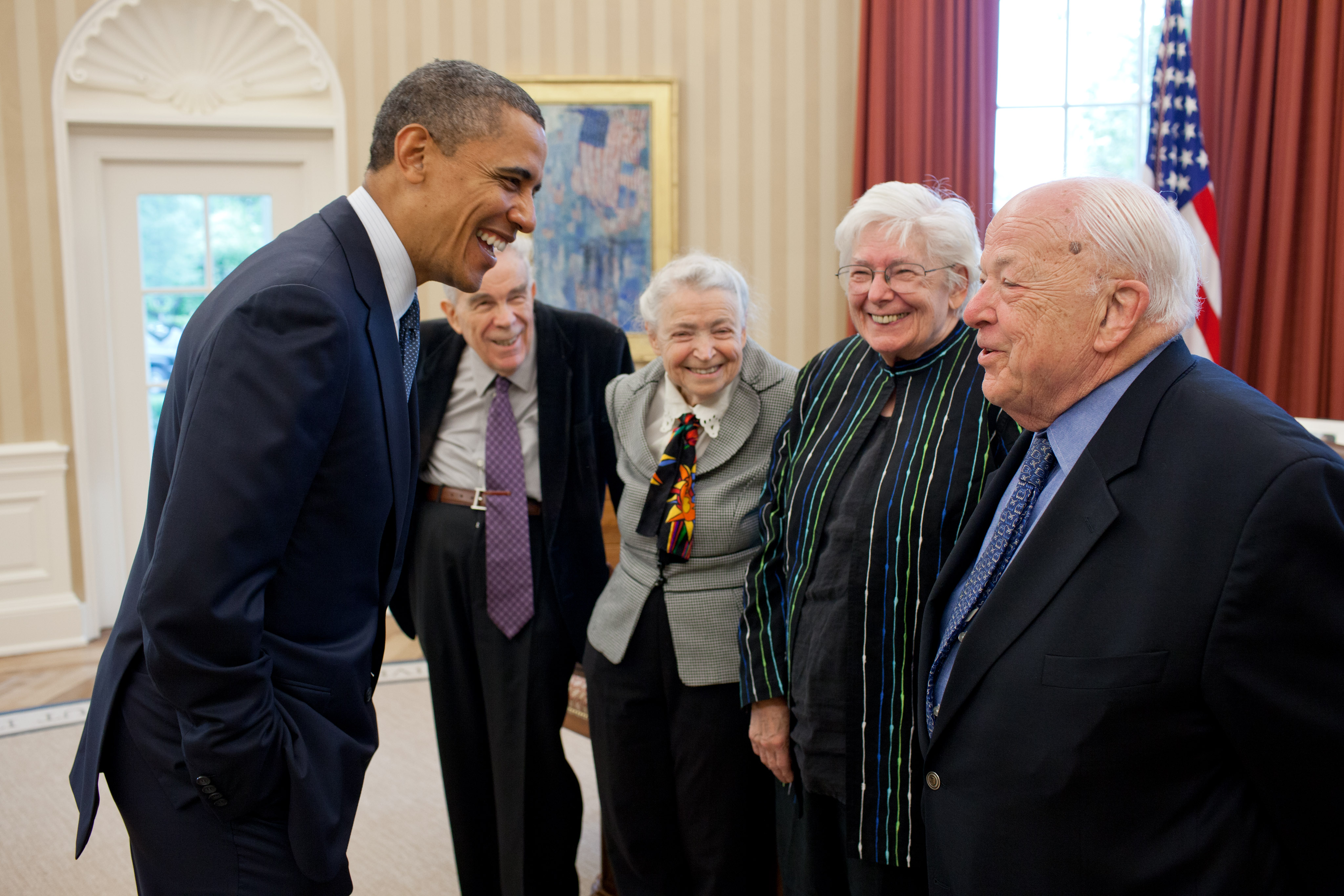
美國總統巴拉克·歐巴馬接見崔瑟豪斯夫人博士（圖右第三位）以及伯頓·里克特博士（圖右第一位），攝於2012年5月7日。

## 個人生活
米爾德里德·崔瑟豪斯的丈夫金·崔瑟豪斯是著名的理論物理学家，也是崔瑟豪斯效应的發現者。他們婚後共有4個孩子：瑪麗安、卡爾、保羅、伊里亞德，另有5個孫子女。

## 奖项和荣誉
- 蘇黎世聯邦理工學院理學名譽博士學位（2015年）[34]
- IEEE榮譽獎章（2015年，首位女性獲獎）[16]
- 美國發明家名人堂（英语：National Inventors Hall of Fame）會員（2014年）[22]
- 總統自由勳章（2014年）[35]
- 香港理工大學理學名譽博士學位（2013年）[36]
- 材料研究學會冯·希佩尔獎（英语：Arthur R. von Hippel）（2013年）[37]
- 科維理奈米科學獎（2012年）[4]
- 恩里科·費米獎（2012年，第二位女性獲獎）[19]
- 美國化學學會鼓勵女性進入化學科學領域職業生涯獎（英语：ACS Award for Encouraging Women into Careers in the Chemical Sciences）（2010年）[38]
- 萬尼瓦爾·布希獎（2009年，第二位女性獲獎）[39]
- 美國物理學會奥利弗·巴克利奖（2008年）[40]
- 奧斯特獎章（2007年）[16]
- 世界傑出女科學家成就獎（2007年）[41]
- 亨氏科技、經濟、就業獎（英语：Heinz Award）（2005年）[15]
- IEEE創始人獎章（英语：IEEE Founders Medal）（2004年）[42]
- 美國物理聯合會卡爾·泰勒·康普頓物理領導獎章（2001年）[34]
- 美國碳材料協會（American Carbon Society）碳科學與技術成就獎章（2001年）[43]
- 俄羅斯科學院約費研究院榮譽會員（2000年）[43]
- 材料聯合學會（Federation of Materials Societies）國家材料進步獎（2000年）[43]
- 美國物理學會尼科尔森奖章（Nicholson Medal，2000年3月）[44]
- 魏茨曼科學研究學院千禧終生成就獎（2000年6月）[45]
- 美國碳材料協會（American Carbon Society）SGL碳材料獎（1997年）[43]
- 国家科学奖章（1990年）[43]
- 美國女工程師學會（英语：Society of Women Engineers）成就獎（1977年）[43]
- 挪威科學與文學院院士[46]

## 著作
- Dresselhaus, M. S.; et.al. "Analysis of Picosecond Pulsed Laser Melted Graphite" （页面存档备份，存于），麻省理工學院、哈佛大學、洛斯阿拉莫斯國家實驗室、美國能源部（1986-12）（英文）
- Dresselhaus, M. S.; et.al. "The Transport Properties of Activated Carbon Fibers" （页面存档备份，存于），勞倫斯利佛摩國家實驗室、美國能源部（1990-07）（英文）
- Dresselhaus, M. S.; et.al. "Photoconductivity of Activated Carbon Fibers" （页面存档备份，存于），勞倫斯利佛摩國家實驗室、美國能源部（1990-08）（英文）
- Dresselhaus, M. S.; et.al. "Synthesis and Evaluation of Single Layer, Bilayer, and Multilayer Thermoelectric Thin Films" （页面存档备份，存于），勞倫斯利佛摩國家實驗室、美國能源部（1995-01-20）（英文）
- M. S. Dresselhaus & P. C. Eklund.  (PDF). Advances in Physics（英语：Advances in Physics）. 2000, 49 (6): 705. Bibcode:2000AdPhy..49..705D. doi:10.1080/000187300413184. （原始内容 (PDF)存档于2007-01-09） （英语）.
- M. S. Dresselhaus; G. Samsonidze; S. G. Chou; G. Dresselhaus; J. Jiang; R. Saito & A. Jorio.  (PDF). （原始内容 (PDF)存档于2006-07-02） （英语）.
- M. S. Dresselhaus & G. Dresselhaus.  (PDF). Advances in Physics（英语：Advances in Physics）. 2002, 51 (1): 1. Bibcode:2002AdPhy..51....1D. doi:10.1080/00018730110113644. （原始内容 (PDF)存档于2007-01-09） （英语）.
- M. S. Dresselhaus.  (PDF). Materials Today Magazine. 2004, 5 (11): 48. doi:10.1016/S1369-7021(02)01164-1. （原始内容 (PDF)存档于2007-01-09） （英语）.
- M. S. Dresselhaus, G. Dresselhaus and A. Jorio.  (PDF). Annual Review of Materials Research（英语：Annual Reviews (publisher)）. 2004, 34 (1): 247. Bibcode:2004AnRMS..34..247D. doi:10.1146/annurev.matsci.34.040203.114607. （原始内容 (PDF)存档于2006-01-11） （英语）.
- M. S. Dresselhaus; G. Dresselhaus; R. Saito; A. Jorio.  (PDF). Physics Reports. 2005, 409 (2): 47. Bibcode:2005PhR...409...47D. doi:10.1016/j.physrep.2004.10.006. （原始内容 (PDF)存档于2007-01-09） （英语）.
- M. S. Dresselhaus & H. Dai. . MRS Bulletin（英语：MRS Bulletin）. 2004, 29 (4): 237  [2019-07-24]. doi:10.1557/mrs2004.74. （原始内容存档于2014-11-29） （英语）.
- J. Heremans & M. S. Dresselhaus.  (PDF). CRC Handbook - Molecular and Nano-electronics: Concepts, Challenges, and Designs. 2005. （原始内容 (PDF)存档于2007-01-09） （英语）.
- M. S. Dresselhaus, R. Saito and A. Jorio.  (PDF). Proceedings of ICPS-27. 2004. （原始内容 (PDF)存档于2007-01-09） （英语）.
- S. G. Chou; F. Plentz-Filho; J. Jiang; R. Saito; D. Nezich; H. B. Ribeiro; A. Jorio; M. A. Pimenta; G. Samsonidze; A. P. Santos; M. Zheng; G. B. Onoa; E. D. Semke; G. Dresselhaus; M. S. Dresselhaus. . Physical Review Letters. 2005, 94 (12): 127402. Bibcode:2005PhRvL..94l7402C. PMID 15903960. doi:10.1103/PhysRevLett.94.127402 （英语）.
- M. S. Dresselhaus. . Nature Materials（英语：Nature Materials）. 2004, 3 (10): 665–6. Bibcode:2004NatMa...3..665D. PMID 15467687. doi:10.1038/nmat1232 （英语）.
- M. S. Dresselhaus. . Nature Materials（英语：Nature Materials）. 2004, 432 (7020): 959–60. Bibcode:2004Natur.432..959D. PMID 15616541. doi:10.1038/432959a （英语）.
- S. B. Fagan; A. G. Souza-Filho; J. Mendes-Filho; P. Corio; M. S. Dresselhaus.  (PDF). Chemical Physics Letters. 2005, 406 (1–3): 54. Bibcode:2005CPL...406...54F. doi:10.1016/j.cplett.2005.02.091. （原始内容 (PDF)存档于2007-01-09） （英语）.
- Y. A. Kim; H. Muramatsu; T. Hayashi; M. Endo; M. Terrones; M. S. Dresselhaus.  (PDF). Chemical Physics Letters. 2004, 398 (1–3): 87. Bibcode:2004CPL...398...87K. doi:10.1016/j.cplett.2004.09.024. （原始内容 (PDF)存档于2007-01-09） （英语）.
- G. Samsonidze; R. Saito; N. Kobayashi; A. Gruneis; J. Jiang; A. Jorio; S. G. Chou; G. Dresselhaus; M. S. Dresselhaus.  (PDF). Applied Physics Letters. 2004, 85 (23): 5703. Bibcode:2004ApPhL..85.5703S. doi:10.1063/1.1829160. （原始内容 (PDF)存档于2006-01-11） （英语）.
- S. G. Chou; H. B. Ribeiro; E. Barros; A. P. Santos; D. Nezich; G. Samsonidze; C. Fantini; M. A. Pimenta; A. Jorio; F. Pletz-Filho; M. S. Dresselhaus; G. Dresselhaus; R. Saito; M. Zheng; G. B. Onoa; E. D. Semke; A. K. Swan; B. B. Goldberg; M. S. Unlu.  (PDF). Chemical Physics Letters. 2004, 397 (4–6): 296. Bibcode:2004CPL...397..296C. doi:10.1016/j.cplett.2004.08.117. （原始内容 (PDF)存档于2006-01-11） （英语）.
- E. I. Rogacheva; O. N. Nashchekina; A. V. Meriuts; S. G. Lyubchenko; O. Vekhov; M. S. Dresselhaus; G. Dresselhaus. . Applied Physics Letters. 2005, 86 (6): 063103. Bibcode:2005ApPhL..86f3103R. doi:10.1063/1.1862338 （英语）.
- H. Son; Y. Hori; S. G. Chou; D. Nezich; G. Samsonidze; E. Barros; G. Dresselhaus; M. S. Dresselhaus.  (PDF). Applied Physics Letters. 2004, 85 (20): 4744. Bibcode:2004ApPhL..85.4744S. doi:10.1063/1.1818739. （原始内容 (PDF)存档于2007-01-09） （英语）.
- C. Fantini; A. Jorio; M. Souza; A. J. Mai Jr.; M. S. Strano; M. A. Pimenta; M. S. Dresselhaus.  (PDF). Physical Review Letters. 2004, 93 (14): 147406. Bibcode:2004PhRvL..93n7406F. PMID 15524844. doi:10.1103/PhysRevLett.93.147406. （原始内容 (PDF)存档于2007-01-09） （英语）.
- S. B. Cronin; A. K. Swan; M. S. Unlu; B. B. Goldberg; M. S. Dresselhaus; M. Tinkham.  (PDF). Physical Review Letters. 2004, 93 (16): 167401. Bibcode:2004PhRvL..93p7401C. PMID 15525030. doi:10.1103/PhysRevLett.93.167401. （原始内容 (PDF)存档于2006-01-11） （英语）.

## 延伸閱讀
- Schatz, George C.; Scholes, Greg D.; Stang, Peter J.; Burrows, Cindy J.; Winnick, Francoise M.; Alivisatos, A. Paul; Lieber, Charles M.; Weiss, Paul S.; Buriak, Jillian M. . Chemistry of Materials. 2017-06-27, 29 (12): 5017–5018. ISSN 0897-4756. doi:10.1021/acs.chemmater.7b02398.

## 外部連結
- Freeview video interview with Mildred Dresslhaus by the Vega Science Trust （页面存档备份，存于）
- Homepage
- . American Physical Society. American Physical Society.   [March 25, 2017]. （原始内容存档于2021-02-11）.
- Mildred Dresselhaus  Video produced by Makers: Women Who Make America